# هشام أشكري
هشام أشكوري (من مواليد 15 أغسطس 1948) هو مهندس معماري مقيم في بوسطن ونيويورك.

## حياته
وُلد هشام أشكوري في 15 أغسطس 1948 في بغداد، العراق. حصل على درجة البكالوريوس في الهندسة المعمارية من جامعة بغداد عام 1970، حيث تخرج في المرتبة الأولى على دفعته. أكمل دراسته العليا في جامعة بنسلفانيا تحت إشراف المعماري الشهير لويس كان، وحصل على درجة الماجستير في الهندسة المعمارية عام 1973.
تابع أشكوري دراساته في التصميم الحضري بجامعتي هارفارد ومعهد ماساتشوستس للتكنولوجيا، ونال درجة الماجستير في التصميم الحضري عام 1975. كما أكمل دراسات متقدمة في علم بيئة العمل بجامعة تافتس عام 1983.

## عمله
عمل الدكتور أشكوري مع هشام منير في العراق قبل انتقاله إلى الولايات المتحدة. لاحقًا، انضم إلى فريق Architects Collaborative في كامبريدج، ماساتشوستس، حيث ساهم في تصميم مشروع طريق أرلينغتون الحديث وفندق ويستن في كوبليه سكوير، وكلاهما في بوسطن، بالإضافة إلى توسعة حرم جامعة بغداد.
قبل تأسيس شركته Arcadd Ltd. في عام 1986، عمل كمصمم مستقل ومخطط حضري.
عمل الدكتور على العديد من مشاريع التنمية الدولية، خاصة في العراق وأفغانستان، ومن أبرزها:
- خطة عصر النهضة في بغداد بقيمة 13 مليار دولار.
- تطوير ميدان التحرير في بغداد بتكلفة 860 مليون دولار.
- مجمع وقاعة مؤتمرات وفندق سندباد بتكلفة 115 مليون دولار.
- مدينة التطوير الخفيف في كابول بقيمة 9.6 مليار دولار.
- المتحف الوطني الأفغاني، المكتبة، والمركز الثقافي لإعادة بناء كابول، بتكلفة 247 مليون دولار.

يعمل الدكتور حاليًا على مشروع مجمع مصايف البحر الأبيض المتوسط لسباق القوارب في طرابلس، ليبيا.